# エジプト革命 (1952年)
1952年エジプト革命（1952ねんエジプトかくめい）は、1952年7月23日に起こった軍事衝突である。エジプト革命は何度か起こっており、2度目の軍事革命が1952年である。ムハンマド・ナギーブとガマール・アブドゥル＝ナーセルの自由将校団による革命である。この革命は打倒ファールーク1世のため行われた。

## 原因
1882年、イギリスはアングロエジプト戦争中にエジプトに介入し、1888年のスエズ運河の自由航行に関する条約で、英国はスエズ運河を保護する権利を獲得し、エジプトの政治を支配する拠点とした。この結果、エジプトは名目上はオスマン帝国の臣下であったが、実質的に英国の保護領となった。第一次世界大戦後、英国は、ムハンマド・アリー朝の信頼できるメンバーを王座に置き、名実ともにエジプトの保護国化を宣言した。また、第二次世界大戦中、エジプトは北アフリカでの戦闘の主要な連合軍基地であり、戦後に至っても、英国の政策は、貿易にとって不可欠であるスエズ運河の管理や確保に重点を置き続けた。 
一方で、第二次世界大戦中には、枢軸軍の北アフリカ侵攻に応じてイギリスを放逐すべしという世論になり、結果的には、ファールーク1世が英国の脅迫に屈し、実現に至らなかったものの、これらの過程はエジプトの民族主義者に影響を与え、国王の人気を急落させた。1948年のアラブとイスラエルの戦争（第一次中東戦争）は、英国の支援を受けたファールーク王を非難したナショナリストにとっての恥辱となった。第一次中東戦争の敗退は、自由討論官が王とその裁判所に腐敗し、エジプトの人々の間でその感情を促進する結果となった。 自由将校団運動（または若手役員運動）は、ソ連と米国の支援を受けて、ガマール・アブドゥル＝ナーセルという役人の周りに合流した改革派の役人のグループによって構成され、彼らは軍の将軍、ムハンマド・ナギーブに真剣さを示しより多くの軍の支持者を引き付けるための宣伝役として使用した。
エジプトの君主制は、貧困に暮らしていた自由将校団運動に挑発的だった贅沢な生活様式を持つ腐敗と英国の傀儡の象徴として見られ、その政策は、エジプト政府のイメージを英国政府の手の内の人形像として完成させた。警察、宮殿、政党などのエジプトのいくつかの機関の自由討論者による腐敗感の促進があった。1952年の文書は、上層部における腐敗に対する軍内部の不満が、1948年のパレスチナ紛争の間に始まったと述べている。イスラエルとの1948年の第一次中東戦争の敗戦は、王への非難と、エジプトの人々の間でのその感情の促進をもたらした。軍と君主制の間の緊張が、ハイドル・パシャ陸軍司令官とその他の高官の逮捕という結果にした。